# Węzeł ratowniczy

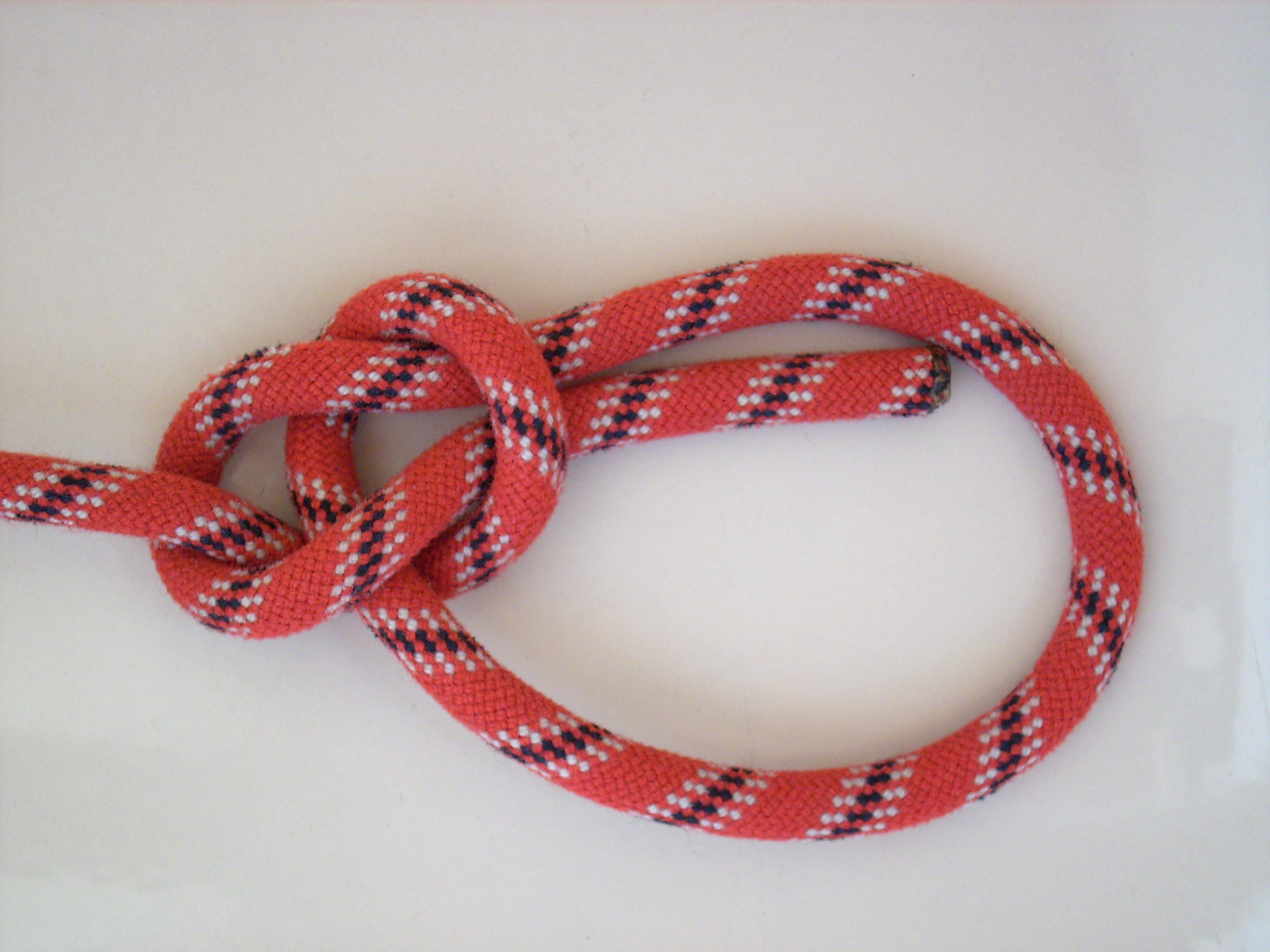
Węzeł skrajny tatrzański

Węzeł ratowniczy (w żeglarstwie) lub węzeł skrajny tatrzański (nazwa używana we wspinaczce) – jeden z węzłów stosowanych we wspinaczce, żeglarstwie oraz ratownictwie. Szczególnie przydatny w sytuacjach, gdy wokół danego przedmiotu (własnego ciała, drzewa, bloku skalnego lub punktów zaczepienia uprzęży wspinaczkowej) należy zawiązać niezaciskającą się pętlę. 

## Zastosowanie w żeglarstwie
Jest jednym z najważniejszych węzłów żeglarskich o uniwersalnym zastosowaniu – umiejętność wiązania go jest wymagana od wszystkich żeglarzy. Stosowany między innymi do wiązania pętli na końcu cumy, mocowania końca liny do ucha oraz w wielu innych sytuacjach, w których potrzebna jest niezaciskająca się pętla, łatwa do rozwiązania nawet po obciążeniu węzła. 
Wbrew nazwie i obiegowej opinii nie jest używany do ratowania, zaś nauczany niekiedy sposób wiązania go na sobie nie ma większego zastosowania w praktyce.

## Zastosowanie we wspinaczce
Dawniej używany do przewiązywania się liną w pasie. Obecnie bywa używany do łączenia liny z uprzężą (częściej jednak używa się do tego celu podwójnej ósemki), oraz do oplatania pętlą z liny dużych bloków skalnych lub drzew, wykorzystywanych jako element stanowiska. W obu przypadkach sam węzeł nie stanowi wystarczającego zabezpieczenia – konieczne jest wykonanie dodatkowego węzła zabezpieczającego wolny koniec liny.

## Alternatywne formy węzła

Węzeł skrajny tatrzański (po lewej) i jego alternatywna forma (po prawej).
(a) - wolny koniec liny, (b) - obciążenie.

Istnieją dwie różne (nierównoważne topologicznie) formy węzła. Przyjmuje się, że w prawidłowo zawiązanym węźle wolny koniec liny wychodzi w kierunku wnętrza pętli (patrz rys.). Alternatywna postać węzła (z wolnym końcem na zewnątrz) jest znana w literaturze anglojęzycznej jako cowboy bowline lub Dutch Navy bowline. Według różnych źródeł, alternatywna forma może być zarówno "lepsza", jak i "gorsza" od postaci tradycyjnej, przy czym jako powód uznania jednego z wariantów za "gorszy" podaje się różnice w łatwości przypadkowego rozwiązania niezabezpieczonego węzła, oraz nieznaczne różnice wytrzymałości (bez podania wiarygodnych wyników badań).

## Zalety
- jest łatwy do rozwiązania; w odróżnieniu od podwójnej ósemki, nie zaciska się nawet pod bardzo dużym obciążeniem
- pętla nie zaciska się wokół opasanego przedmiotu
- w żeglarstwie: może być wiązany jedną ręką

## Wady (we wspinaczce)
- osłabia linę bardziej niż podwójna ósemka (wytrzymałość węzła skrajnego to ok. 63% wytrzymałości liny bez węzła, analogiczne dane dla ósemki – ok. 70%)[3]
- wymaga dodatkowego węzła zabezpieczającego przed rozwiązaniem
- jest trudniejszy do skontrolowania (zwiększone ryzyko popełnienia błędu)

### Uwaga
Niedopuszczalne jest rozciąganie pętli (patrz rysunek) bez przyłożenia odpowiednio dużej siły do obciążanego końca liny. Rozciąganie samej tylko pętli niezabezpieczonego węzła może spowodować zmianę jego konfiguracji i w konsekwencji – rozwiązanie się węzła. W szczególności, niedopuszczalne jest wpięcie tej pętli np. do punktu centralnego stanowiska i zawiśnięcie na niej (o ile węzeł nie jest prawidłowo zabezpieczony). 
W literaturze takie nieprawidłowe użycie węzła skrajnego tatrzańskiego nazywane jest obciążaniem jednocześnie w trzech kierunkach – w istocie chodzi jednak o to, by siły rozciągające pętlę nie miały wartości wyższej, niż siła działająca na cały węzeł (oznaczona na rysunku strzałką).

## Sposób wiązania
Poniższe ilustracje pokazują kolejne fazy wiązania węzła (nie pokazano dodatkowego węzła zabezpieczającego). Podpisy pod rysunkami stanowią mnemotechniczne ułatwienie w zapamiętaniu sekwencji czynności.

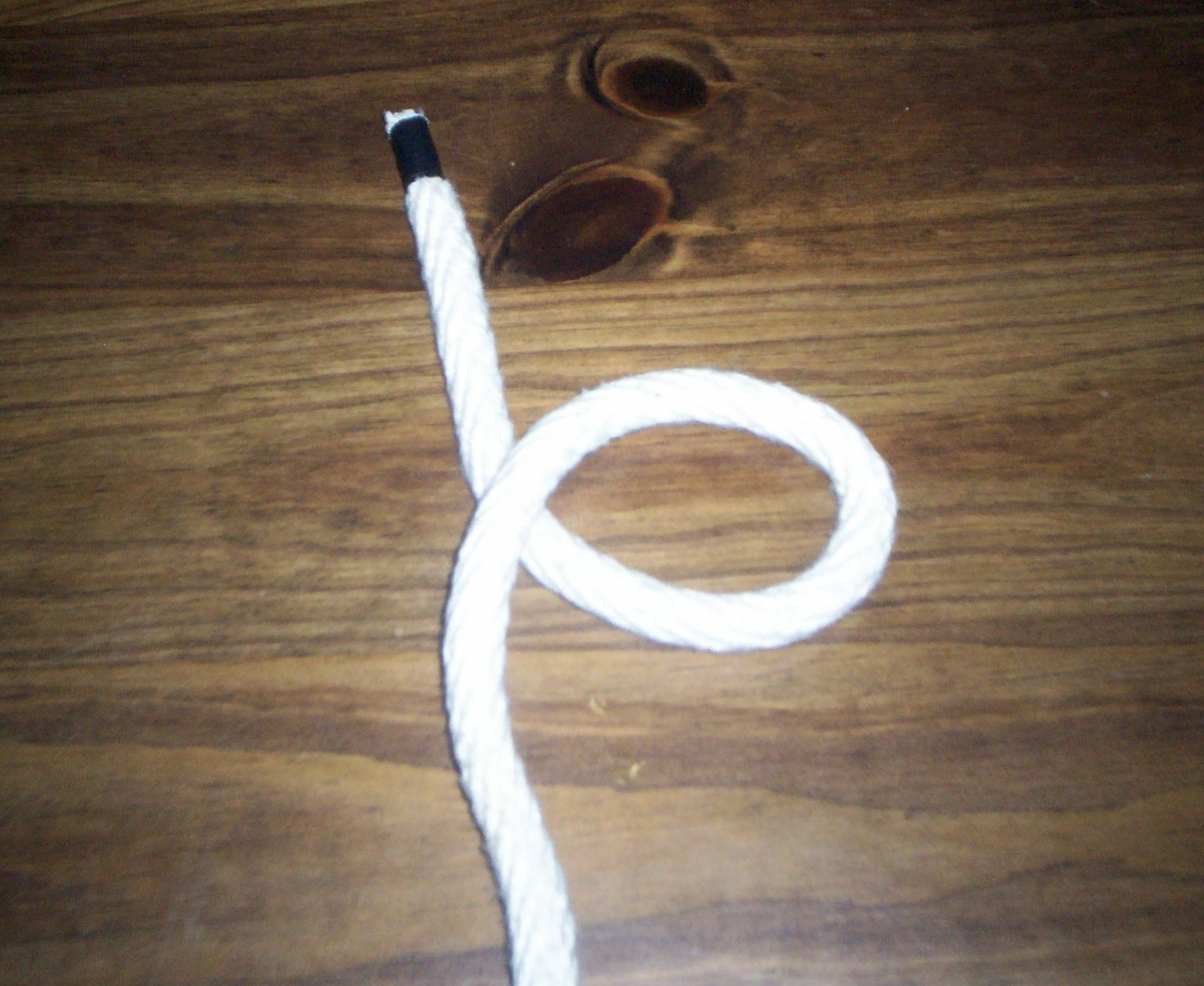
Z nory królika
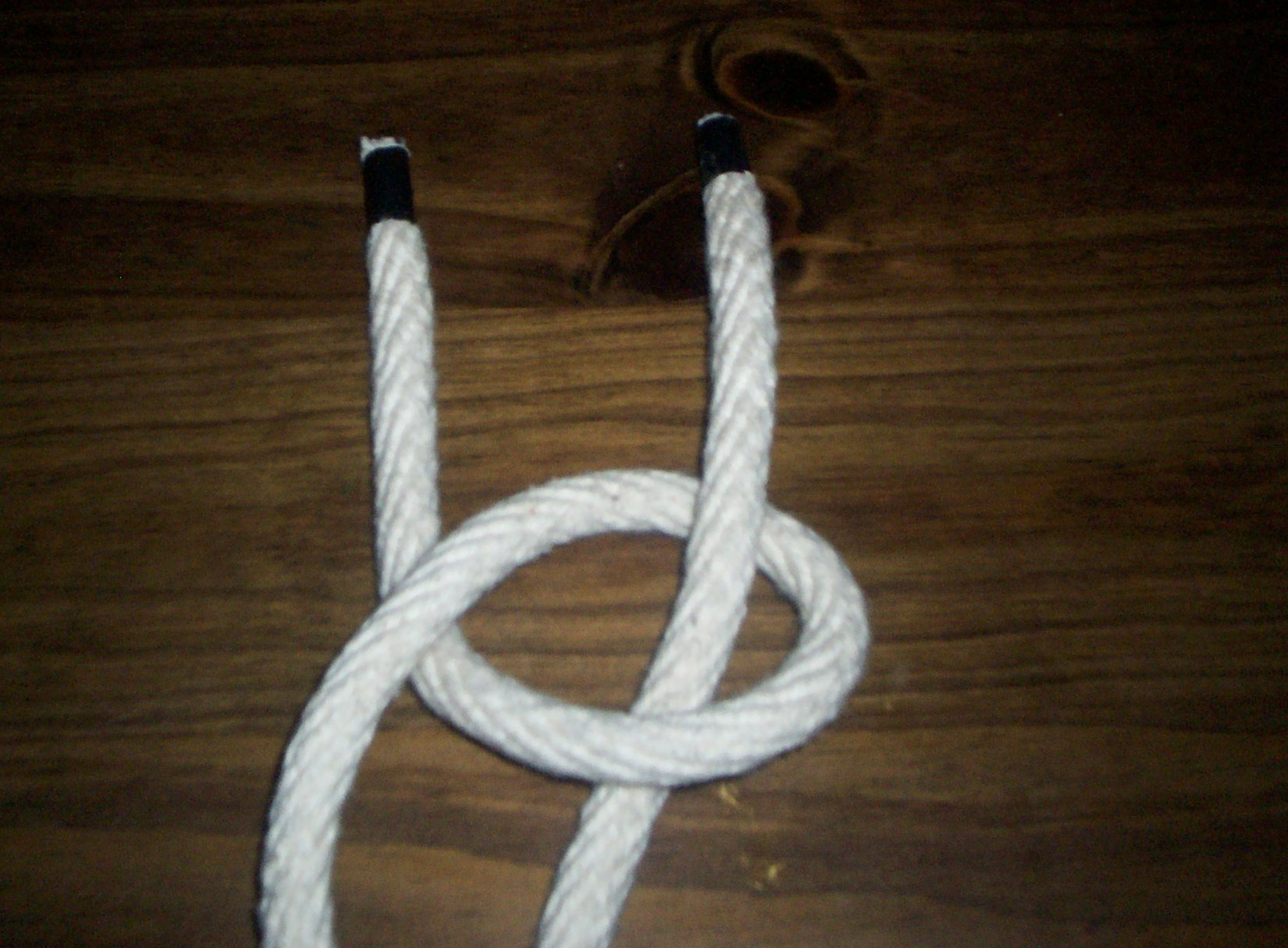
wybiega królik
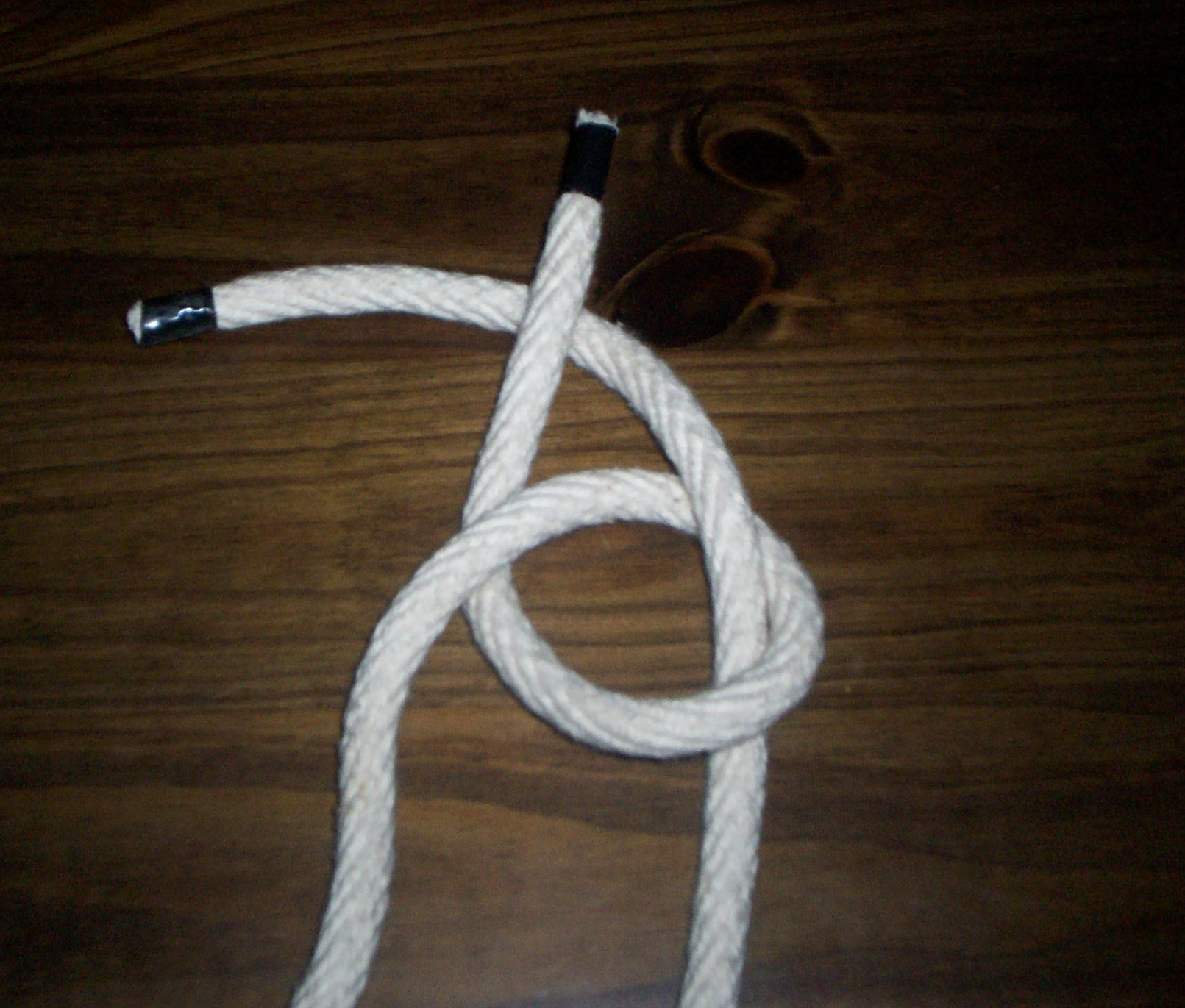
okrąża drzewo
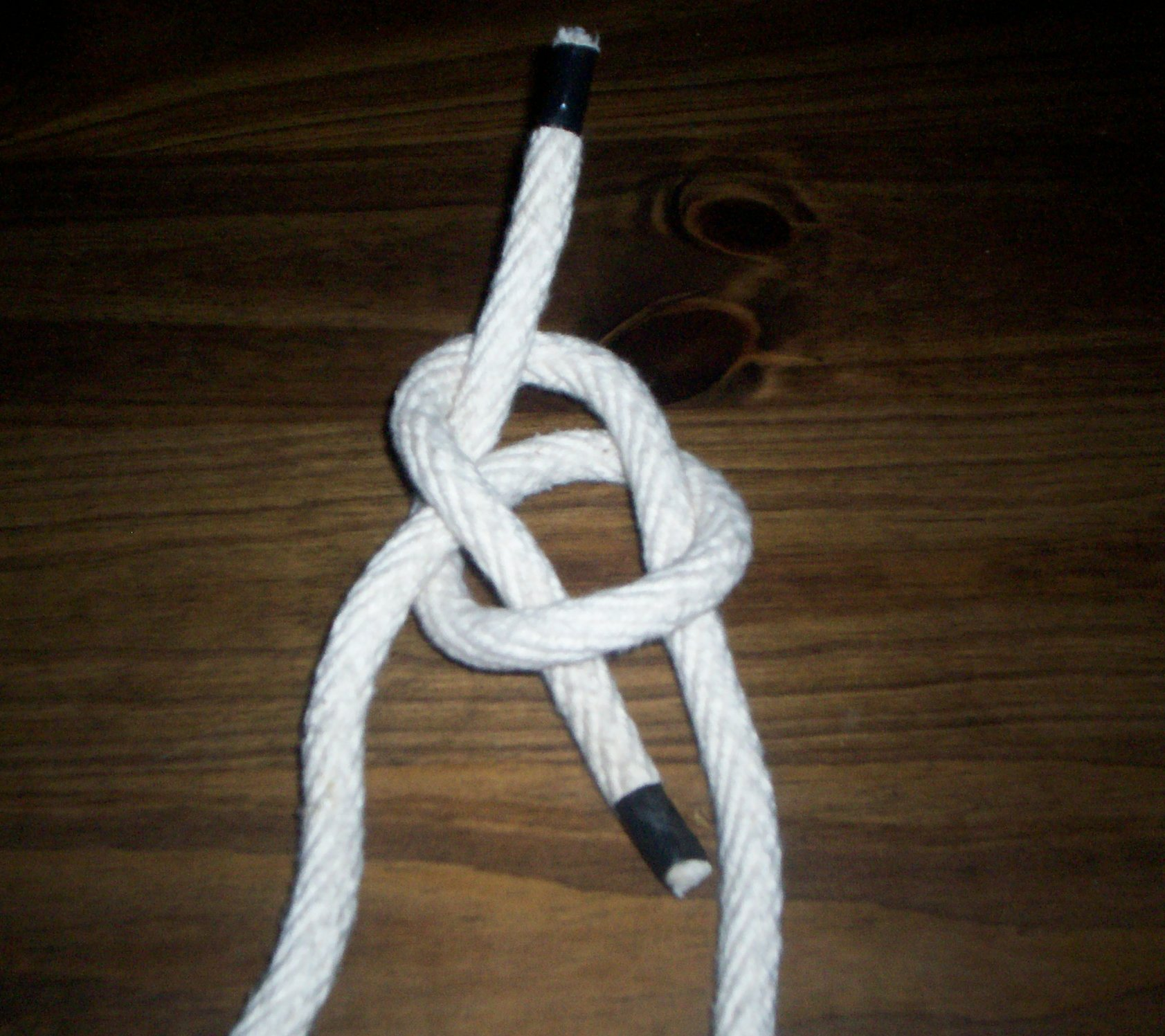
i wraca do nory.